# Fosse no 1 - 1 bis des mines de Gouy-Servins et Fresnicourt Réunis
La fosse no 1 - 1 bis de la Compagnie des mines de Gouy-Servins et Fresnicourt Réunis est un ancien charbonnage du Bassin minier du Nord-Pas-de-Calais, situé à Bouvigny-Boyeffles. Les travaux de fonçage sont menés au début des années 1910, mais sont terminés lorsque la Première Guerre mondiale se déclenche. La fosse est totalement détruite. Des cités sont bâties près de la fosse, mais celle-ci a un gisement très défavorable qui entraîne très vite sa fermeture à la fin des années 1920. Les puits, figurant alors parmi les plus profonds du bassin minier, sont serrementés en 1933, et les installations détruites. 
Au début du XXIe siècle, Charbonnages de France matérialise les têtes des puits nos 1 et 1 bis, et y installe des exutoires de grisou. Il ne subsiste de la fosse que ses bureaux, son terril no 35, entièrement boisé, et ses cités.

## La fosse
Au début du XXe siècle, les principales sociétés d'extraction de houille sont déjà bien implantées dans le bassin minier du Pas-de-Calais depuis une cinquantaine d'années. Aussi, diverses sociétés tentent de découvrir les prolongements du bassin minier au sud des concessions existantes. La Compagnie des mines de Gouy-Servins et Fresnicourt Réunis obtient par le décret du 16 juin 1908 une concession dite de Gouy-Servins de 1 780 hectares, ce même décret créé également la concession de Fresnicourt.

### Fonçage

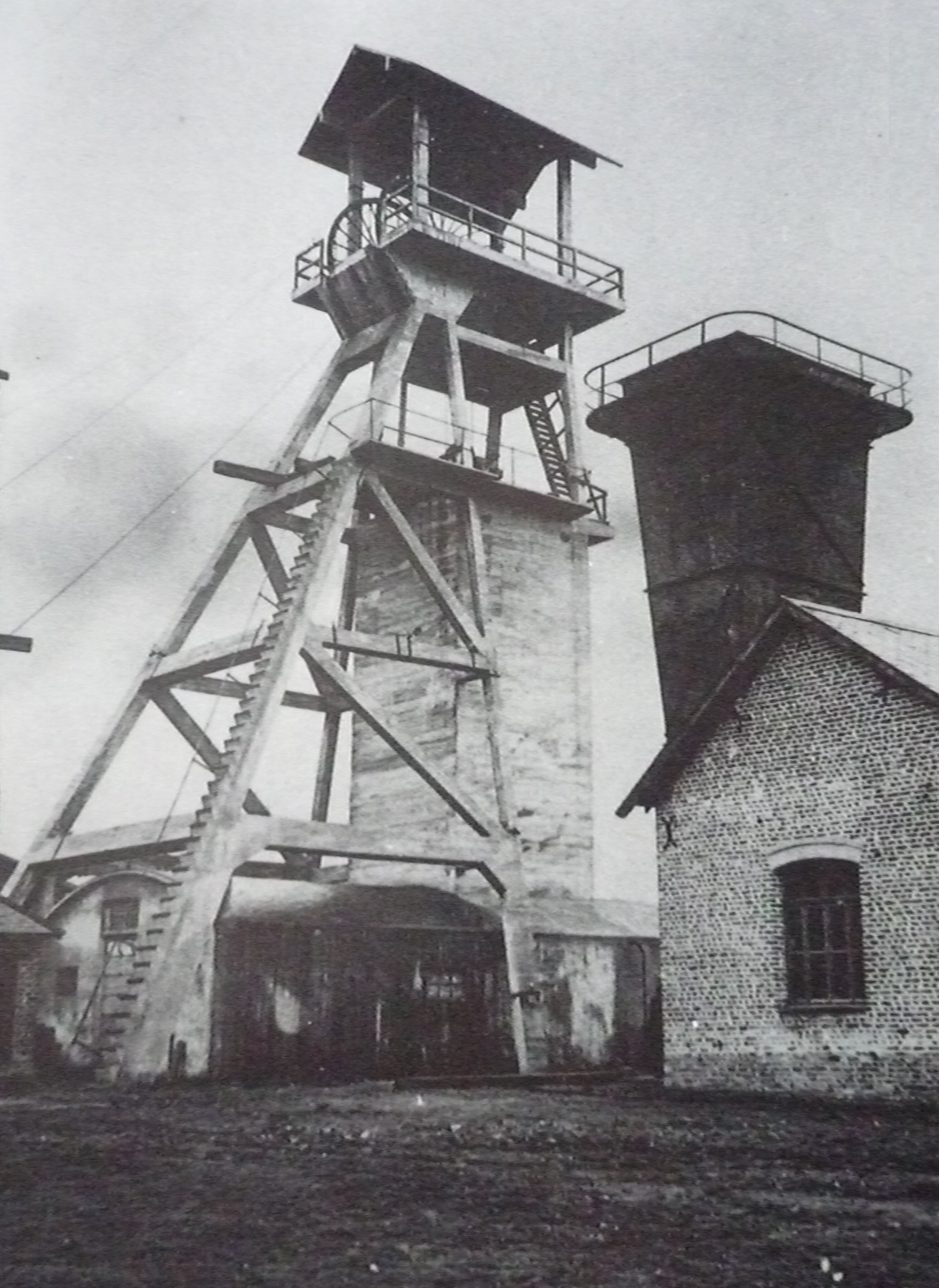
Le puits no 1 bis vers 1925.

Le fonçage de deux puits jumeaux débute en 1910 dans le hameau de Marqueffles à Bouvigny-Boyeffles, ou d'après Charbonnages de France, en 1911 pour le puits no 1 bis. Ils sont amenées à la profondeur de 1 028 mètres pour le puits no 1 et 1 033 mètres pour le puits no 1 bis, ils font partie des puits les plus profonds du bassin minier.

### Exploitation
La fosse est fonctionnelle, mais la Première Guerre mondiale commence. Elle est alors totalement détruite à son issue, et les puits sont ennoyés. Le directeur M. Maréchal gère le déblaiement puis la reconstruction de la fosse. Le décret du 21 novembre 1921 réunit la concession de Fresnicourt à celle de Gouy-Servins. Un embranchement ferroviaire raccorde la fosse jusqu'à la gare de Vermelles.
Le puits no 1 assure l'extraction et dispose d'un accrochage à 940 mètres, tandis que le puits no 1 bis assure l'aérage et est accroché à 860 mètres. La fosse emploie 885 ouvriers et produit 31 141 tonnes en 1925 et 52 010 tonnes l'année suivante. Cinquante-deux mille tonnes sont retirées en 1927 et 51 000 l'année suivante, dans le but de produire plus, mais à la suite des difficultés d'exploitation, la fosse est définitivement abandonnée. Les puits sont serrementés en 1933, et les installations sont ensuite détruites.
À moins d'une dizaine de kilomètres à l'est-sud-est, la Compagnie des mines de Vimy-Fresnoy a eu à subir une situation similaire avec sa fosse no 1 - 1 bis.

### Reconversion
Au début du XXIe siècle, Charbonnages de France matérialise les têtes des puits nos 1 et 1 bis, et y installe des exutoires de grisou. Le BRGM y effectue des inspections chaque année. Le seul vestige de la fosse est le bâtiment des bureaux.

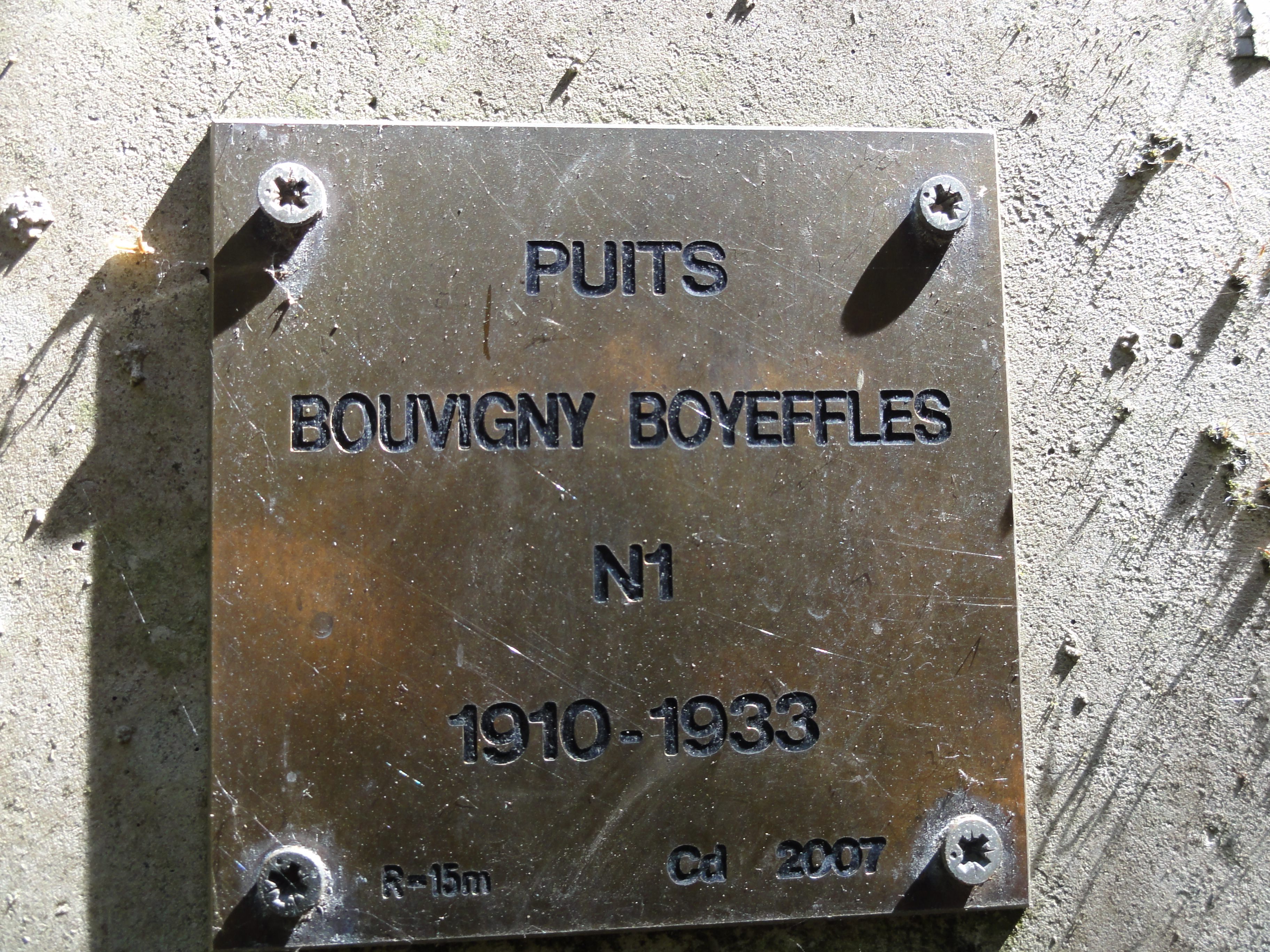
« Puits Bouvigny-Boyeffles no 1, 1910-1933 ».
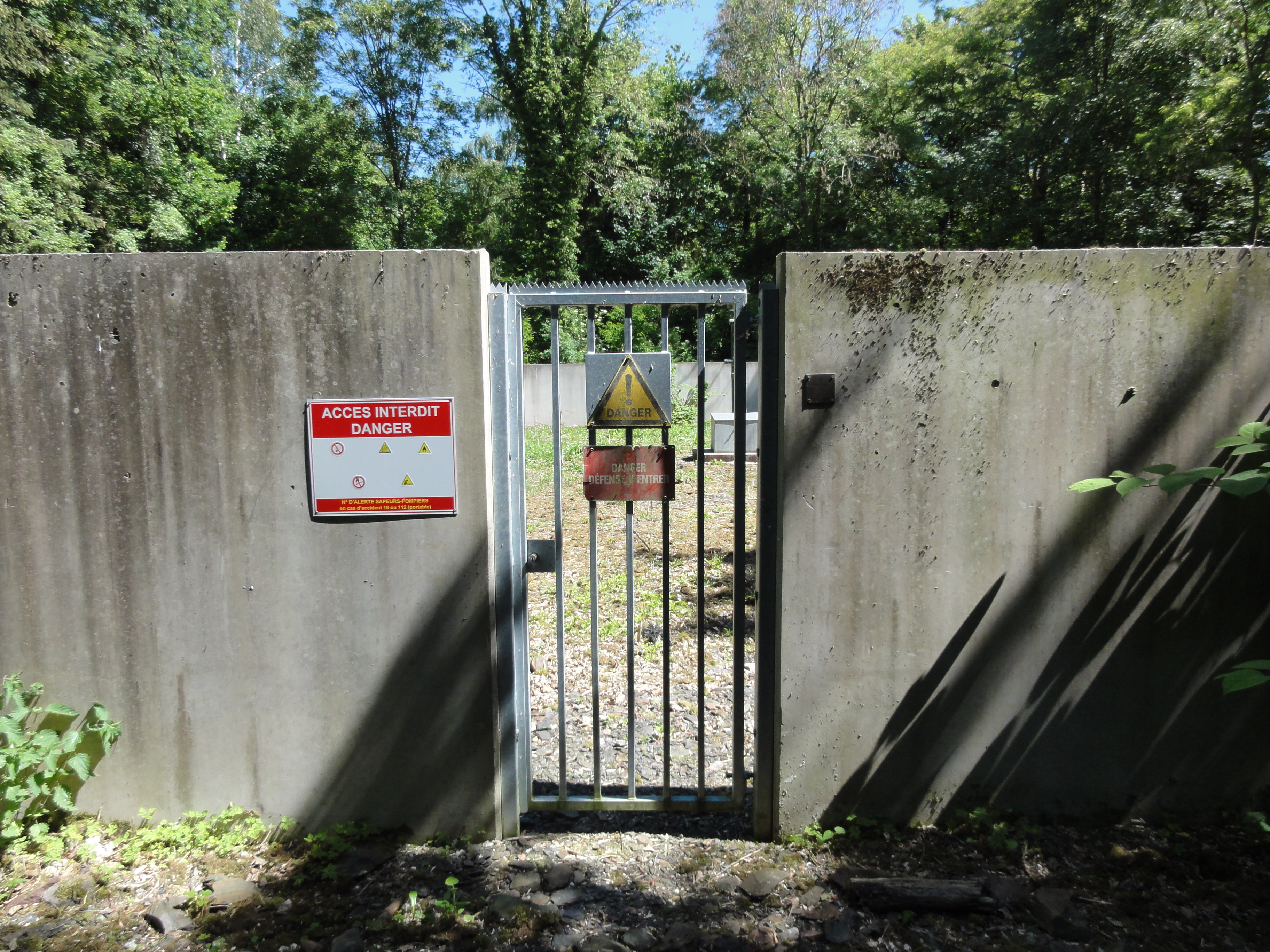
La zone du puits no 1.
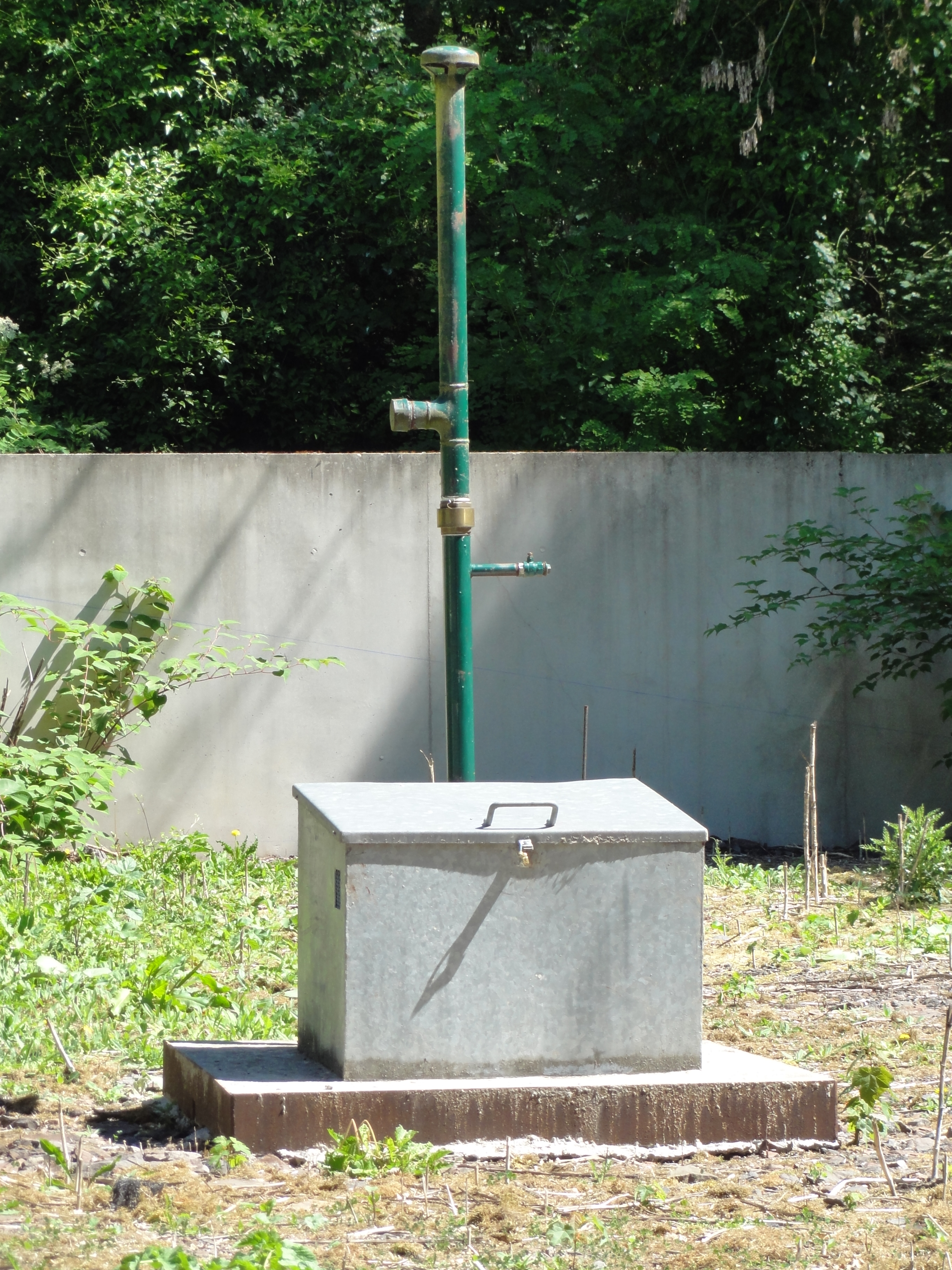
La tête de puits surmontée de l'exutoire de grisou.
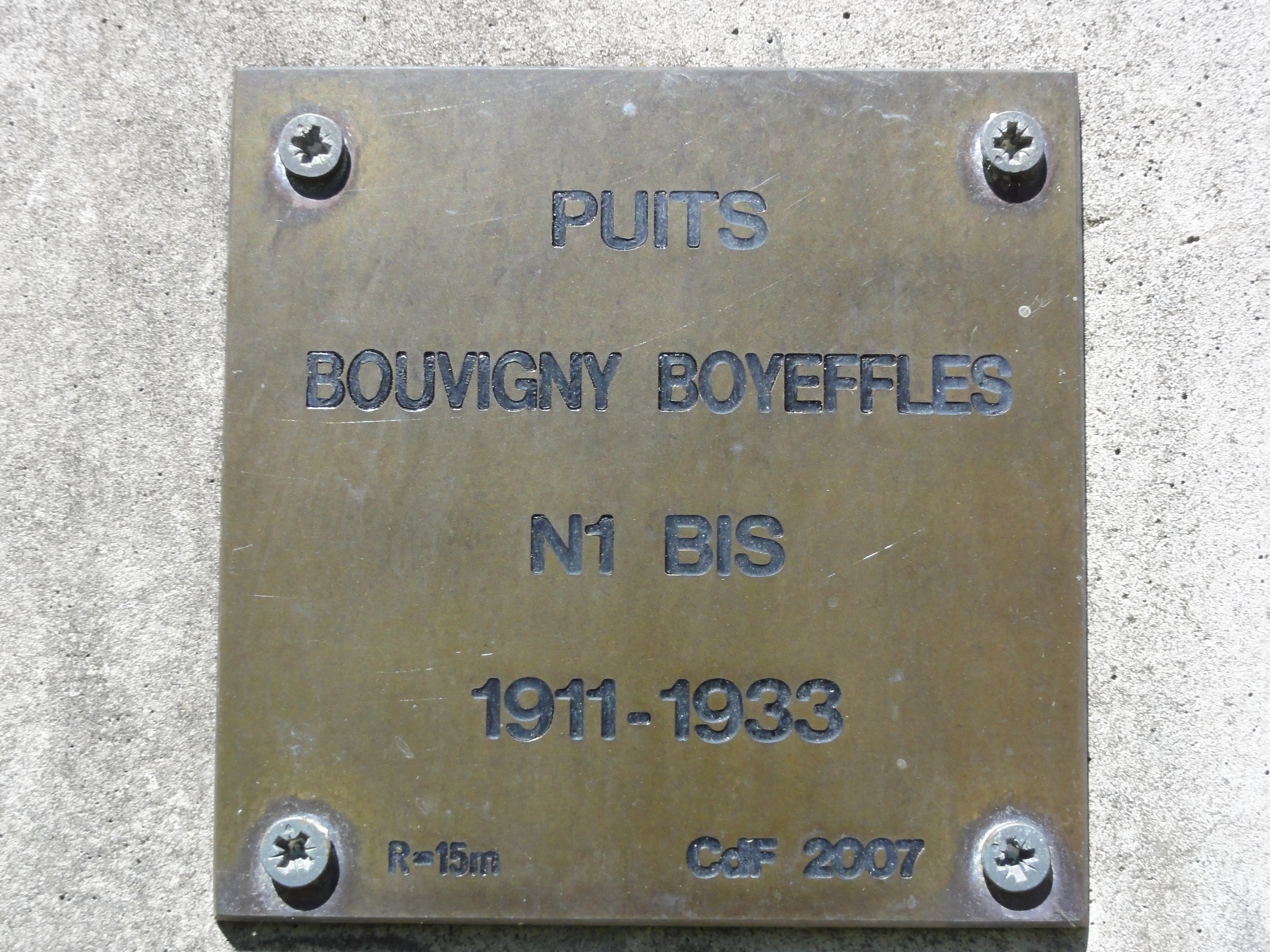
« Puits Bouvigny-Boyeffles no 1 bis, 1911-1933 ».
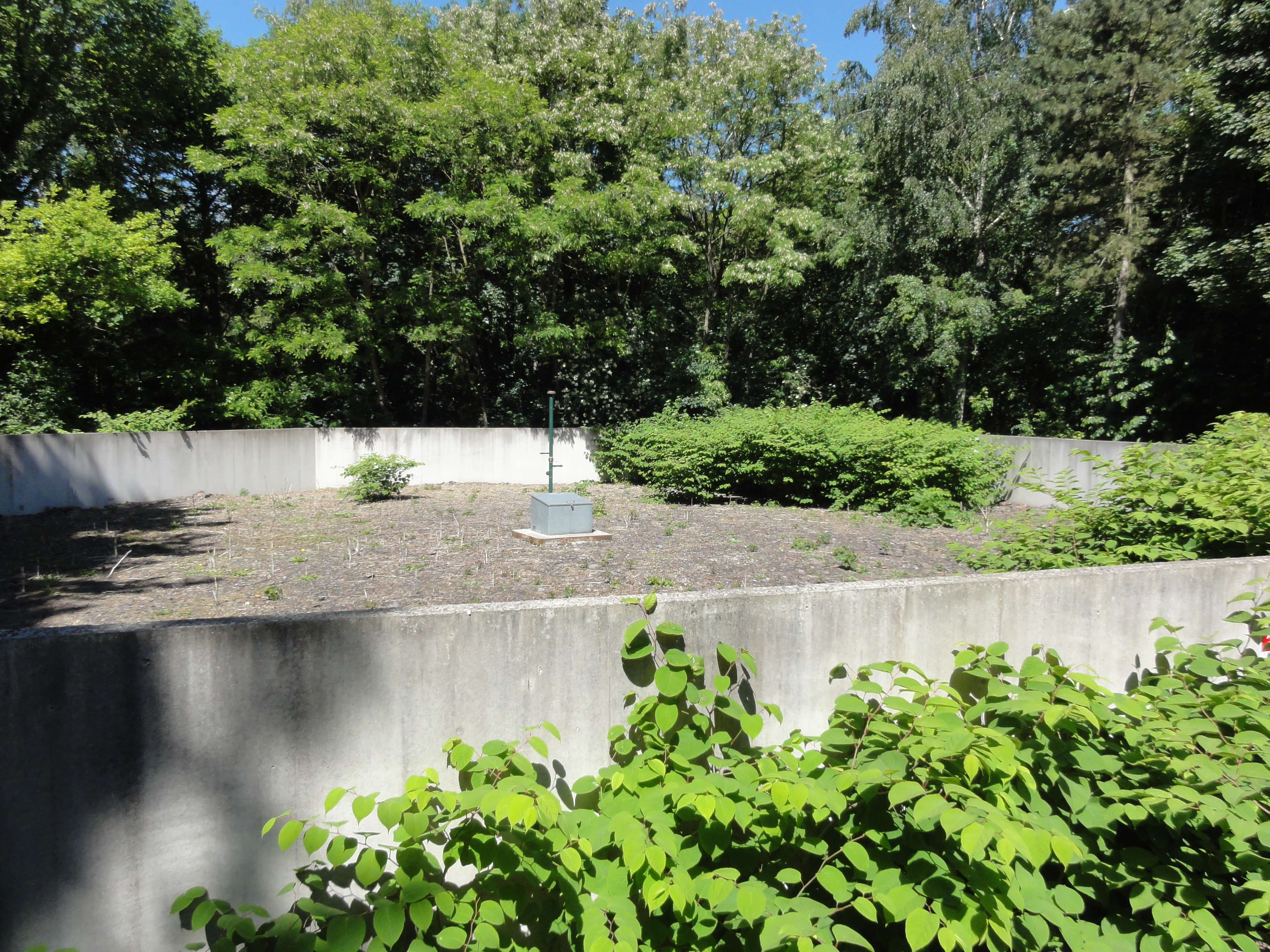
La zone close en octogone et la tête de puits surmontée de l'exutoire de grisou.
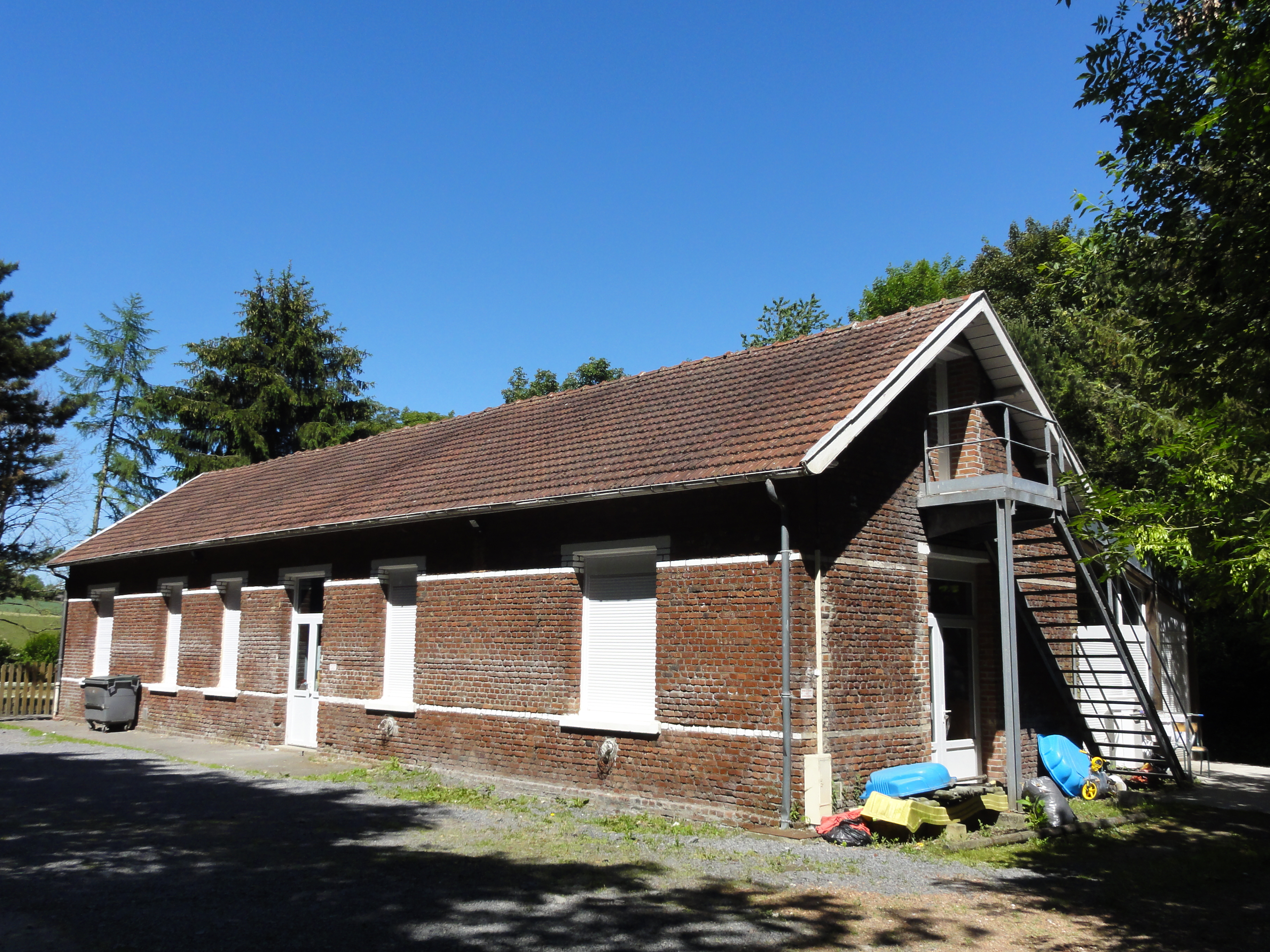
Les anciens bureaux.

## Le terril
50° 25′ 02″ N, 2° 41′ 18″ E
Le terril no 35, Gouy-Servins, situé à Bouvigny-Boyeffles, est le terril de la fosse no 1 - 1 bis des mines de Gouy-Servins et Fresnicourt Réunis. Il s'agit d'un terril plat, de très faible hauteur, et situé dans la forêt au nord du carreau de fosse,.

## Les cités
Des cités ont été bâties à proximité de la fosse, suivant des modèles de maisons assez proches de ceux que l'on trouve dans le Pas-de-Calais.

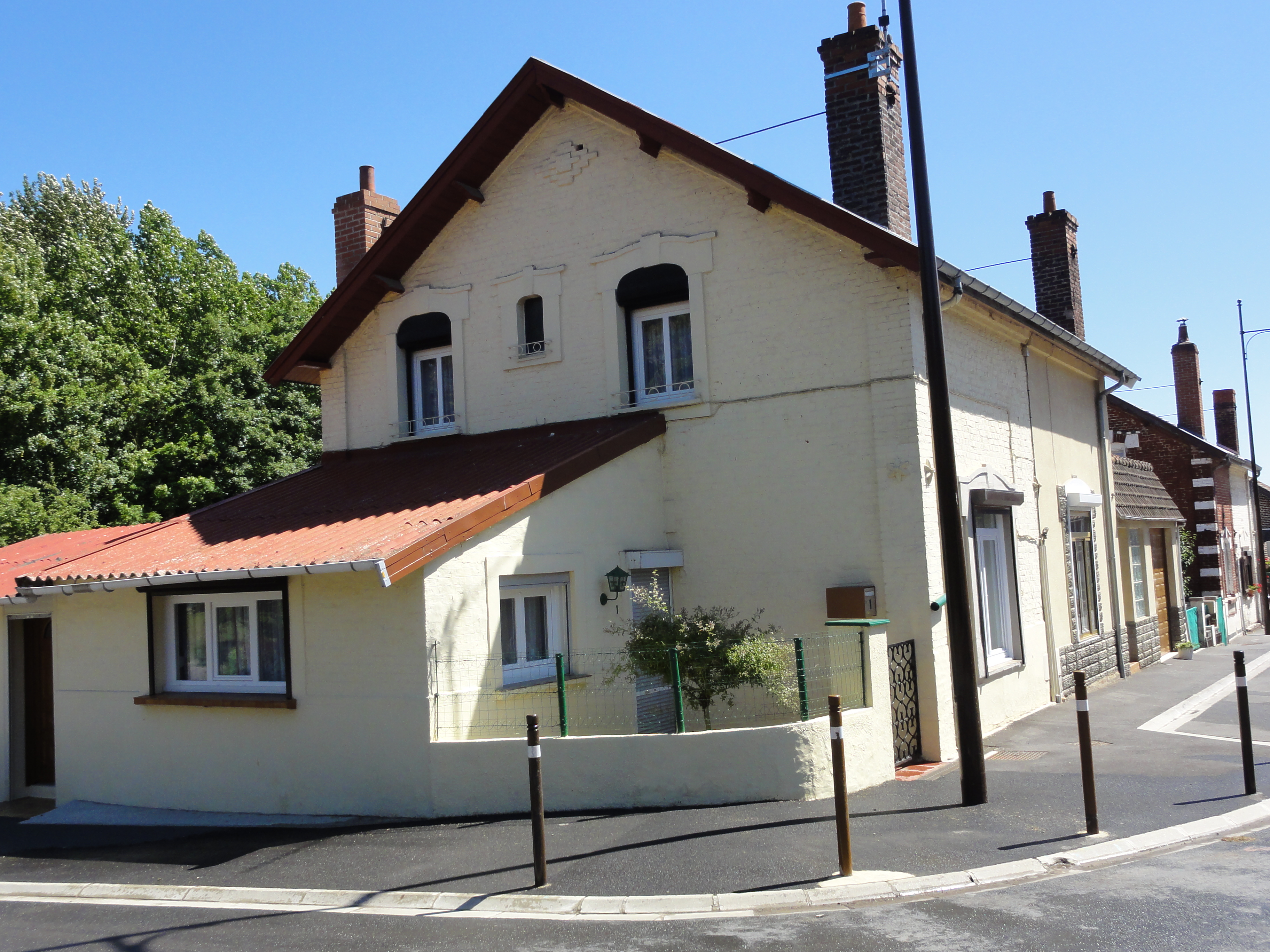
Les cités.
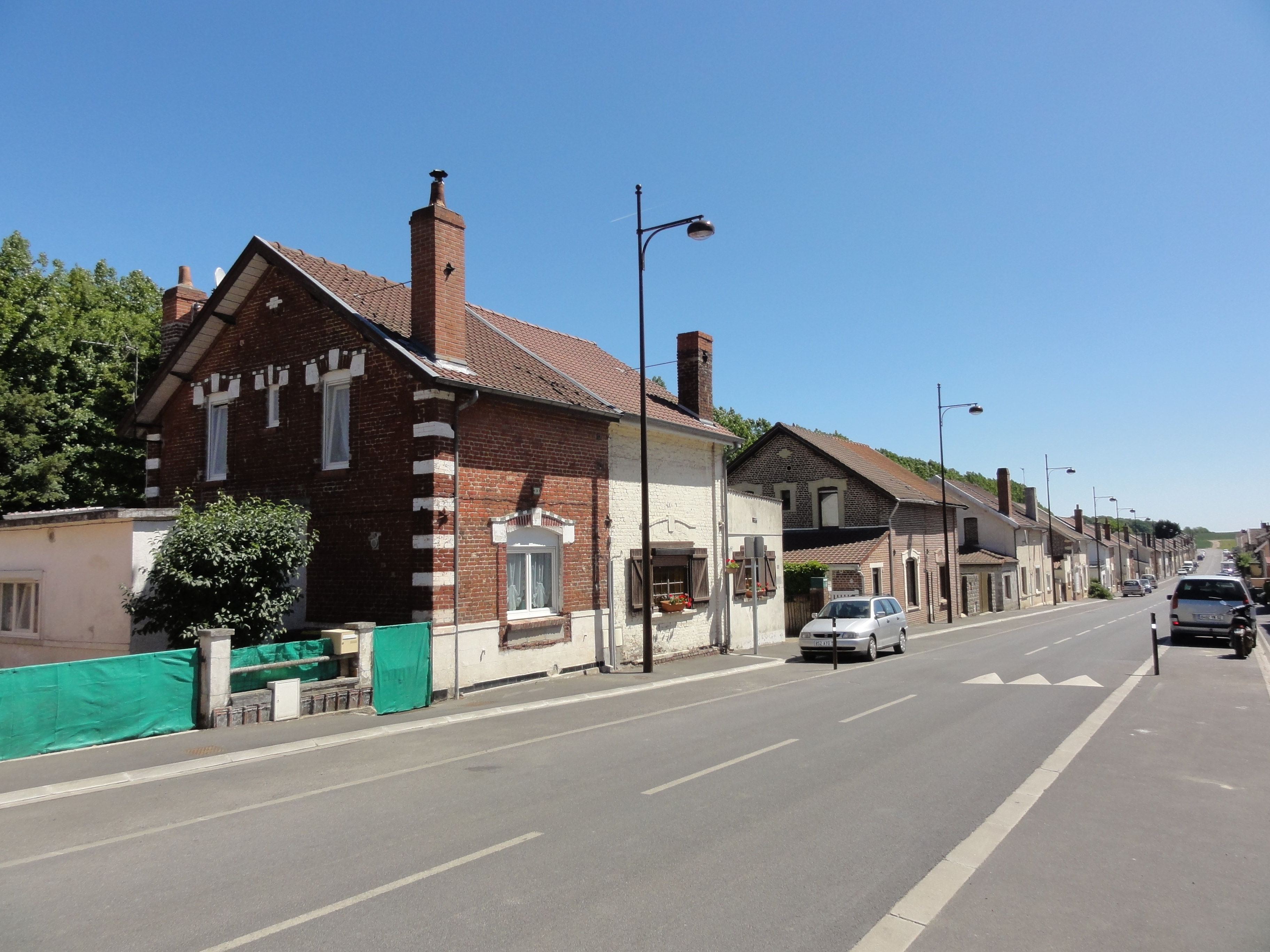
Les cités.
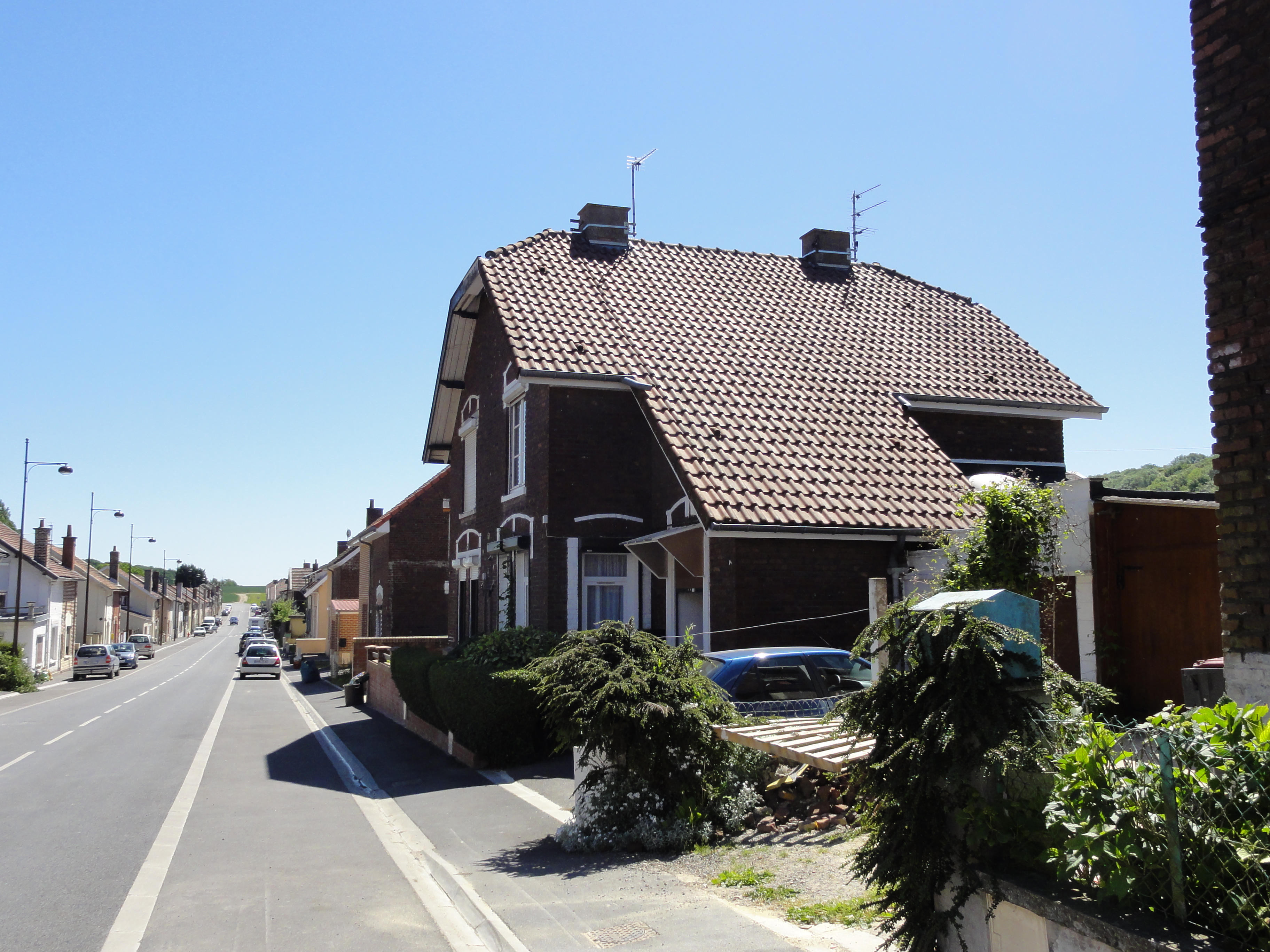
Les cités.
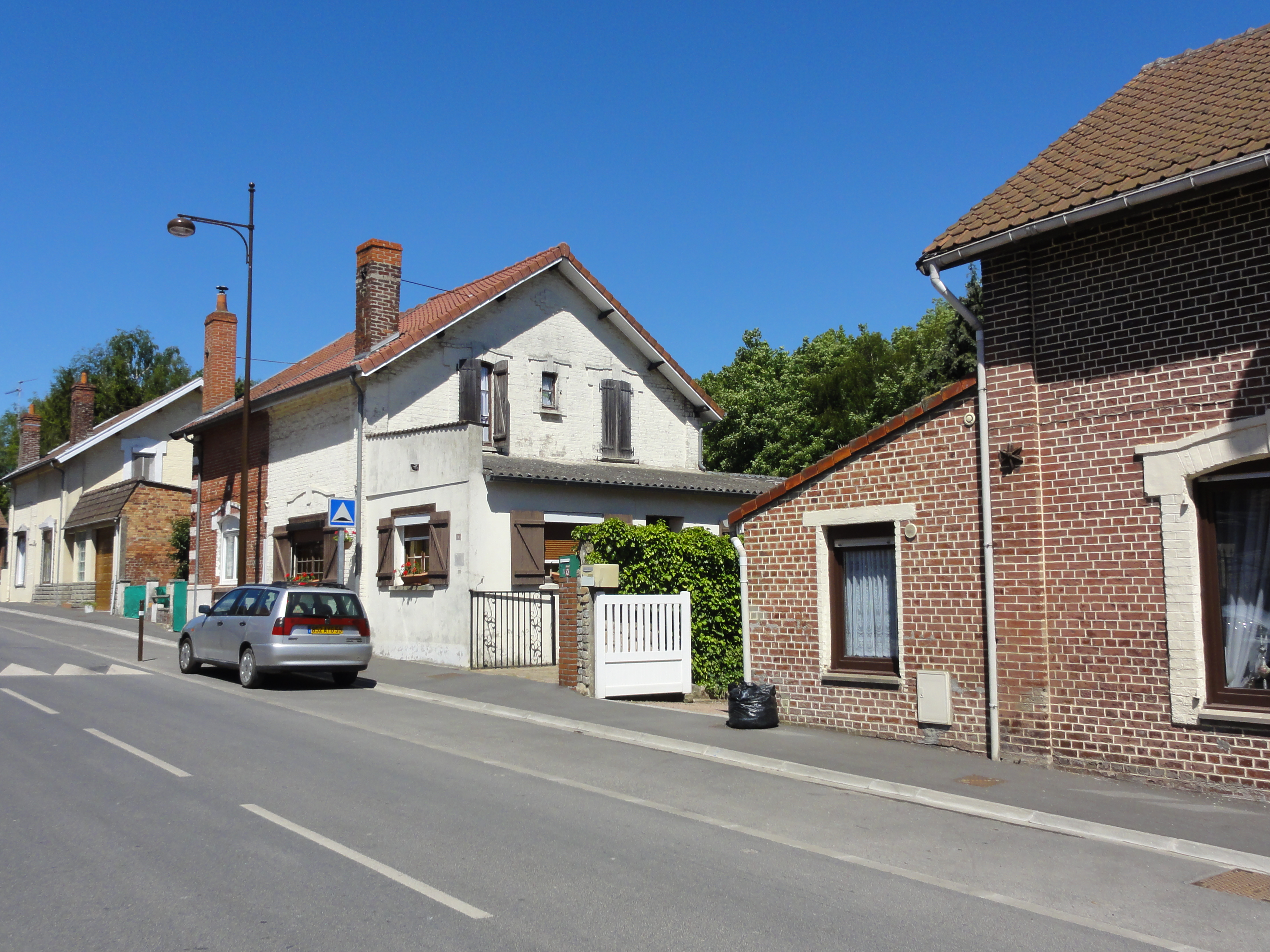
Les cités.
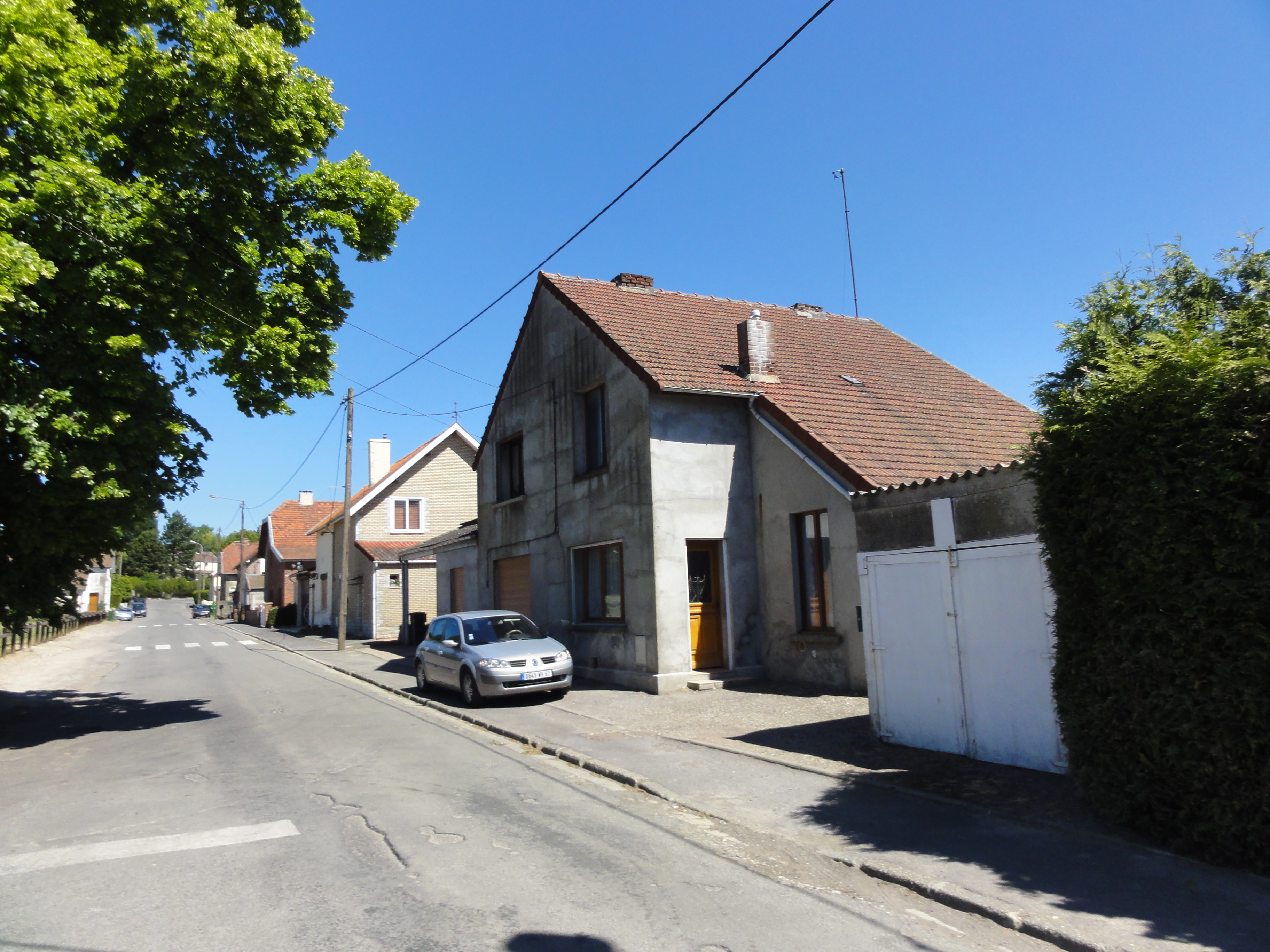
Les cités.
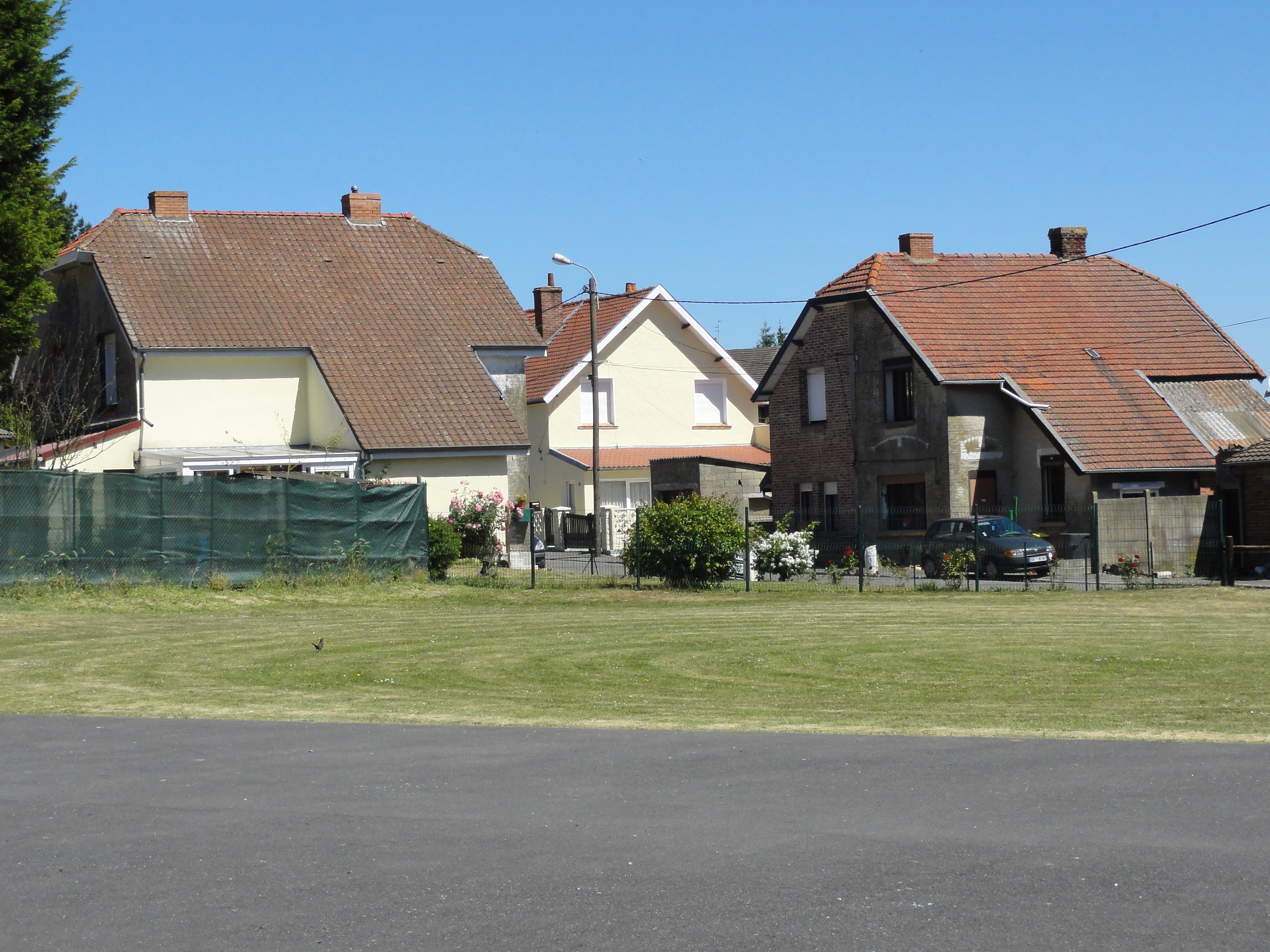
Les cités.